# Ermida de Nossa Senhora da Saúde (Fajã do Varadouro)
A Ermida de Nossa Senhora da Saúde é uma Ermida portuguesa localizada na Fajã do Varadouro, à freguesia do Capelo, no concelho da Horta, na ilha do Faial, no arquipélago dos Açores.
Esta ermida que na altura da sua primeira edificação, em 1720, foi dedicada à evocação de Nossa Senhora do Carmo, pelo então padre Manuel Pereira Cardoso, seu construtor e que em testamento , deixou a disposição de se rezar nela uma missa pela sua alma, perpetuamente, no 1.º Domingo de Setembro de cada ano.
A construção é simples, com uma fachada dotada de poucos adornos, mas como uma curiosa torre sineira.
Esta ermida, coisa incomum, encontra-se de costas para o mar, portanto, voltada para terra. Segundo conta a tradição este facto está relacionado com a imagem de Nossa Senhora, que aqui se encontra e que terá aparecido numa gruta para onde está voltada a ermida.
A primitiva ermida, assegura a tradição foi construída de frente para o mar, mas a imagem, retirada da gruta e para ali levada, todas as noites desaparecia e voltava para a gruta onde tinha sido encontrada. Para que este acontecimento cessasse terá então sido edificada a ermida da forma como actualmente se encontra, com a fachada voltada para a gruta.
Esta ermida é um templo particular, encontrando-se na posse da família de Jácome Augusto Paim de Bruges Bettencourt.